# 第九世哲布尊丹巴呼图克图
蔣巴南卓·確吉堅贊（藏語：འཇམ་དཔལ་རྣམ་གྲོལ་ཆོས་ཀྱི་རྒྱལ་མཚན་，威利转写：'jam dpal rnam grol chos kyi rgyal mtshan，THL：Jampel Namdröl Chökyi Gyeltsen，1933年1月6日—2012年3月1日），法名索南达扎，藏族，是由西藏摄政热振活佛認定的第九世哲布尊丹巴呼图克图，2010年到2012年為蒙古國宗教領袖。

## 生平
藏历水猴年11月10日（公历1933年1月6日），蒋巴南卓·确吉坚赞出生于西藏拉萨大昭寺附近的一个叫罗桑赞普的喇嘛家庭。1924年第八世哲布尊丹巴呼图克图圆寂后，新成立的蒙古人民共和国政府禁止哲布尊丹巴转世。不过西藏僧俗上层还是在西藏寻访，最后将蒋巴南卓作为八世哲布尊丹巴呼图克图的转世灵童，并于1936年由摄政五世热振活佛正式认定。但依照舊制，哲布尊丹巴呼圖克圖的轉世靈童應在四川理塘地方尋找，並須在北京雍和宮進行金瓶掣簽，經清朝皇帝冊封和達賴喇嘛確認後方才合法。因此當時西藏噶廈並未公佈尋找哲布尊丹巴转世靈童之事。7岁时他进入哲蚌寺郭芒扎仓学习。25岁时他舍戒還俗，而改以俗家居士身份修持，并结婚生子。
1959年，即十四世达赖喇嘛出走印度的当年，他也取道尼泊尔前往印度。
在印度期间他做过许多工作，包括曾供职于全印广播电台藏语节目、新德里西藏之家（Tibet House）等。期间他的第一任妻子过世，他又再婚，并和他的七个子女一同生活，1975年他们移居卡纳塔克。1984年时他曾回到拉萨。1990年蒙古国民主化后，达赖喇嘛正式公布了他作为八世哲布尊丹巴转世的身份，并于1992年在达兰萨拉主持了他的坐床仪式。此后蒙古佛教界希望允许他访问蒙古，不过蒙古政府一直没有批准。1999年他以普通游客身份取道俄罗斯进入蒙古，并曾在甘丹寺等地讲经，引起信众的轰动，并被蒙古佛教界授予蒙古黄教领袖头衔。而这引发了蒙古政府的忧虑，当局以签证过期为由迫其离境。此后他继续在印度生活。不过之后蒙古政府逐渐转变了态度，2010年他获得蒙古国籍。2011年蒙古正式将其奉为宗教领袖，并在乌兰巴托甘丹寺为其举行了坐床仪式。
2012年年初，呼圖克圖在蒙古致電身在印度的達賴喇嘛，諮詢有關自己圓寂的安排。當時呼圖克圖考慮是否應該回去印度準備圓寂，經過與達賴喇嘛商討後，呼圖克圖接受達賴喇嘛的建議決定留在蒙古圓寂並將轉生於蒙古國的家庭裏以將下一生全心投入蒙古的佛教事務。2012年3月1日凌晨5点58分，蒋巴南卓·确吉坚赞在乌兰巴托圆寂，享年80岁。
2016年，蒙古國和第十四世達賴喇嘛承認了一位轉世靈童為十世哲布尊丹巴呼图克图，並由九世哲布尊丹巴的弟子和朋友指導這位轉世靈童學習。